# Sebastiano Bombelli

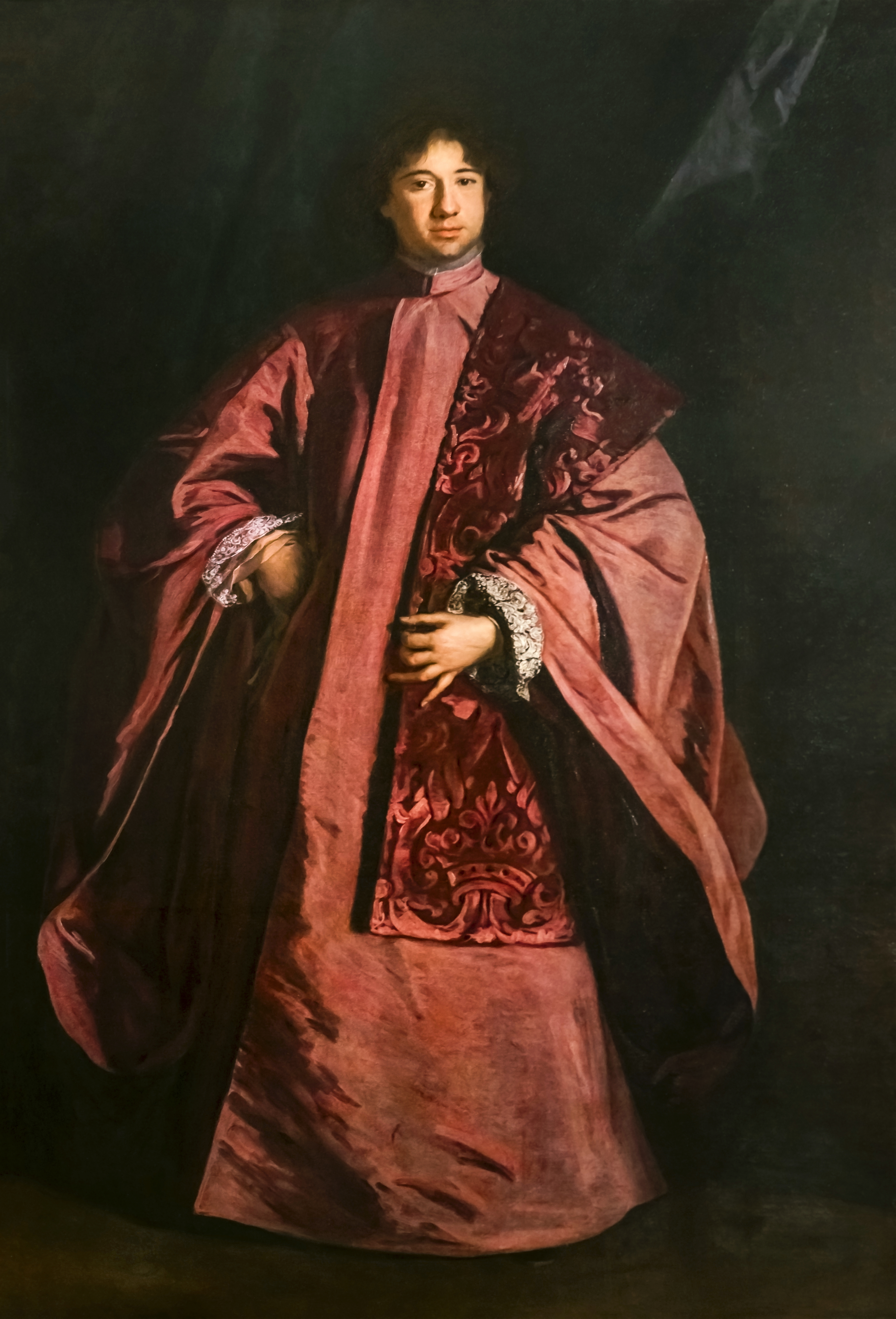
Retrato del procurador Gerolamo Querini.

Sebastiano Bombelli (Údine, bautizado el 15 de octubre de 1635 - Venecia, 7 de mayo de 1719), pintor italiano del barroco, uno de los más célebres retratistas de su época.

## Biografía
Hijo de un modesto pintor de Údine, Valentino Bombelli, de quien recibió su primera formación, junto a su padrino, el manierista Girolamo Lugaro. Al comienzo de la década de 1660 le encontramos en Venecia, donde tuvo la oportunidad de conocer la obra de los grandes maestros de la Escuela veneciana del siglo XVI. Le influyó sobremanera el estilo colorista y la naturalidad del arte de Paolo Veronese, cuyas obras parece que copió.
Según Sandrart, el joven Bombelli fue primeramente conocido como pintor de temas históricos, aunque ningún cuadro de este período ha llegado hasta nosotros. Sin embargo, la fama le llegó al artista por sus suntuosos retratos de cuerpo entero de los dignatarios venecianos, ornados con sus vestimentas oficiales. Bombelli también viajó por diversas cortes alemanas, donde realizó retratos de varios príncipes con notable éxito.
Tuvo diversos pupilos, como Fra Galgario, Domenico Parodi o el florentino Anton Domenico Gabbiani.

## Obras destacadas
- Retrato del elector Fernando María de Baviera y su esposa Enriqueta Adelaida de Saboya (1666, Palacio de Nymphenburg)
- Retrato del procurador Gerolamo Querini (1669, Museo Querini Stampaglia, Venecia)
- Retrato de Paolo Querini de medio busto (Museo Querini Stampaglia, Venecia)
- Retrato del procurador Paolo Querini (1684, Museo Querini Stampaglia, Venecia)
- Retrto de tres Avogadri (Seminario Episcopal, Rovigo)
- Retrato de los censores Carlo Contarini y Lunardo Donà (Palazzo Ducale, Venecia)
- Retrato de los censores Marín Barbaro y ? Lando (Palazzo Ducale, Venecia)
- Autorretrato (Museo Civico, Údine)
- Retrato de un senador Donà (Colección Donà dell Rose, Venecia)
- Venecia adorando a la Inmaculada Concepción (Palazzo Ducale, Venecia)
- El Espíritu Santo sobre dos abogados de la Serenísima (Palazzo Ducale, Venecia)